# Іванка-при-Нітрі
Іванка-при-Нітрі (словац. Ivanka pri Nitre) — село, громада округу Нітра, Нітранський край. Кадастрова площа громади — 14.91 км².
Населення 2774 особи (станом на 31 грудня 2018 року).

## Історія
Іванка-при-Нітрі згадується 1400 року.

## Населення
| Рік:            | 1994. | 2004.   | 2014.   | 2024.    |
| --------------- | ----- | ------- | ------- | -------- |
| Кількість осіб: | 2243  | 2417    | 2471    | 3083     |
| Різниця:        |       | +7,75 % | +2,23 % | +24,76 % |

| Рік:            | 2023. | 2024.   |
| --------------- | ----- | ------- |
| Кількість осіб: | 3064  | 3083    |
| Різниця:        |       | +0,62 % |